# 디카 뉴린
디카 뉴린(Dika Newlin, 1923년 11월 22일 - 2006년 7월 22일)은 작곡가, 피아니스트, 교수, 음악학자, 펑크 록 가수였다. 컬럼비아 대학교에서 22세의 나이로 박사 학위를 받았다. 아르놀트 쇤베르크의 마지막 학생 중 한 명이었고 쇤베르크 학자였으며 1978년부터 2004년까지 리치먼드에 있는 버지니아 커먼웰스 대학교의 교수였다. 엘비스 흉내를 내며 펑크 록을 연주했다. 70대에는 리치먼드 (버지니아주)에서 살았다.
다큐멘터리 디카: 머더 시티(Dika: Murder City)에 출연했다.